# Federația Ofițerilor Germani
Federația Ofițerilor Germani (în germană Bund Deutscher Offiziere) a fost o organizație înființată la 11-12 septembrie 1943 de 95 de ofițeri germani în lagărul de prizonieri Luniovo (Лунёво) de lângă Moscova.
Scopul declarat al acestei organizații a fost lupta militarilor germani împotriva nazismului, împotriva lui Adolf Hitler și crearea unui stat german democrat. Conducătorii organizației au fost generalii germani Walther von Seydlitz-Kurzbach, Alexander Edler von Daniels și Friedrich Paulus.
Federația Ofițerilor Germani a fost dizolvată oficial în 1945, dar conducerea și foștii membri au luat parte activă la înființarea în 1949 a Republicii Democrate Germane și au contribuit la stabilirea relațiilor de prietenie cu URSS.

## Membri importanți

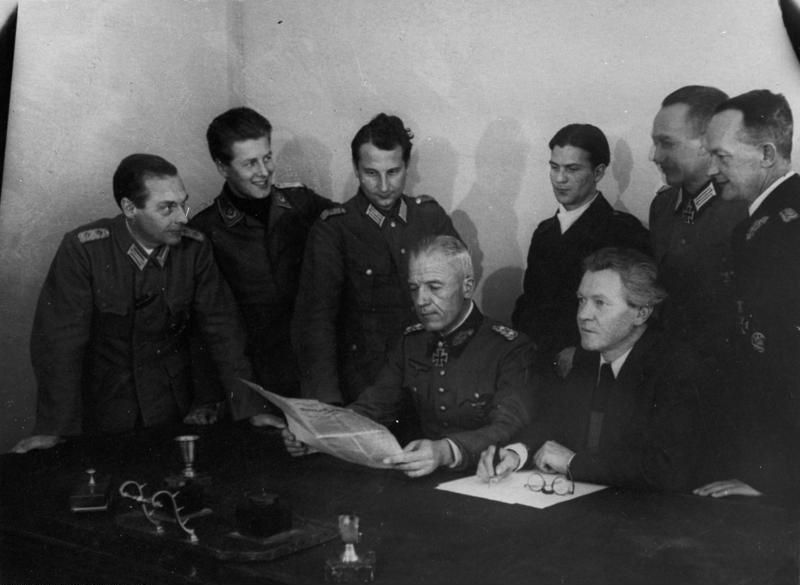
Walther von Seydlitz-Kurzbach (în mijloc, așezat) alături de Erich Weinert, 1943

- Anton Ackermann
- Wilhelm Adam
- Johannes R. Becher
- Willi Bredel
- Heinrich Graf von Einsiedel
- Peter Gingold
- Alfred Kurella
- Wolfgang Leonhard
- Vincenz Müller
- Friedrich Paulus
- Wilhelm Pieck
- Walther von Seydlitz-Kurzbach
- Walter Ulbricht
- Gustav von Wangenheim
- Erich Weinert
- Otto Winzer
- Friedrich Wolf
- Markus Wolf